# Huyện Miyako, Okinawa
Miyako (宮古郡 Miyako-gun, Miyako: Myāku Okinawan: Nāku) là một huyện thuộc tỉnh Okinawa, Nhật Bản.

## Các thị trấn và làng
- Tarama